# Operă literară
Opera literară  este o creație orală sau scrisă în care autorul realizează un univers propriu, pornind de la elementele realității, pe care le combină potrivit unei viziuni proprii despre lume pe baza experienței de viață, sentimentelor și a imaginației sale. Ponderea sentimentelor și imaginației, împreună cu efecte stilistice în combinarea cuvintelor este mai mare și mai evidentă în cazul operelor literare în versuri incluse în genul liric care se adresează în mod direct sensibilității estetico-afective a oamenilor. Operele narative se adresează indirect sensibilității oamenilor prin intermediul dialogurilor și situațiilor prezentate.

## Trăsături
Opera literară are următoarele trăsături:
- are caracter/statut ficțional - este o plăsmuire a imaginației autorului;
- nu are ca scop transmiterea de informații către cititor, ci se adresează sensibilității estetice a acestuia, aspirând-se la o unitate deplină a conținutului cu forma (scop estetic);
- prezintă elemente și situații generale din activitatea oamenilor sau natură care se constituie în teme și motive literare (iubirea, adevărul, dreptatea, sinceritatea, emoția, nostalgia, creativitatea, jocul, războiul, tradiția, orașul, natura etc.) ilustrate prin persoane și situații imaginate de autor prin prelucrarea informațiilor extrase din realitatea înconjurătoare autorului;
- prezintă o mare varietate, existând câteva subdiviziuni ale speciilor de opere literare: epice, dramatice, lirice aparținând diferitelor genuri literare.

Operele epice și dramatice transmit atitudinea autorului operei indirect prin intermediul situațiilor și dialogurilor incluse în operele respective.

## Factorii de personalitate la creatorii  operelor literare
Creatorii de opere literare prezintă o bogată sensibilitate și interes față de natură, oameni și stările lor mental- comportamentale, față de literatură și artă. Ei se regăsesc și se identifică într-un grad ridicat cu situațiile în se găsesc personajele.